# 岩崎文紀
岩﨑 文紀（いわさき やすのり、1960年1月19日 - ）は、日本の作曲家、編曲家。イマジン所属。北海道出身。
国立音楽大学作曲科卒業。原博、増田宏三に師事。アニメの劇伴や、歌曲の作編曲を手がけることが多い。アニメ以外では「Choo Choo TRAIN」「Native」など、初期のZOOの楽曲の編曲を手がけている。作曲家、ギタリスト、歌手の岩﨑元是は実弟に当たり、彼が作編曲を手掛けた細川たかしの「応援歌、いきます」や岩﨑元是&WINDYの楽曲で弦アレンジを担当している。

## 担当作品
1988年
- ドラゴンズヘブン

1990年
- ロビンフッドの大冒険

1991年
- 機甲警察メタルジャック

1992年
- 伝説の勇者ダ・ガーン
- ろくでなしBLUES

1994年
- 勇者警察ジェイデッカー

1996年
- 逮捕しちゃうぞ（1996/2001年）※大谷幸と共同

1998年
- 真（チェンジ!!）ゲッターロボ 世界最後の日

1999年
- 魔術士オーフェン Revenge

2000年
- ヴァンドレッド

2001年
- キャプテン翼（第3作）

2002年
- 爆闘宣言ダイガンダー

2004年
- 天上天下
- グレネーダー 〜ほほえみの閃士〜

2005年
- アニマル横町
- あまえないでよっ!!

2006年
- あまえないでよっ!! 喝!!
- マージナルプリンス〜月桂樹の王子達〜
- ONE PIECE THE MOVIE カラクリ城のメカ巨兵

2007年
- ONE PIECE エピソードオブアラバスタ 砂漠の王女と海賊たち ※田中公平、浜口史郎、丸尾稔、澤口和彦と共同

2009年
- オーバー30

2012年
- エリアの騎士

2013年
- 劇場版 とある魔術の禁書目録 -エンデュミオンの奇蹟- ※井内舞子、井内啓二、松尾早人と共同

2014年
- モモキュンソード

2015年
- VENUS PROJECT -CLIMAX- ※松尾早人と共同
- ONE PIECE 〜アドベンチャー オブ ネブランディア〜 ※田中公平、井内啓二、浜口史郎、丸尾稔と共同

2016年
- ONE PIECE 〜ハートオブゴールド〜 ※田中公平、浜口史郎と共同

2017年
- ONE PIECE エピソードオブ東の海 〜ルフィと4人の仲間の大冒険!!〜 ※田中公平、井内啓二、浜口史郎、丸尾稔と共同
- URAHARA

2018年
- ONE PIECE エピソードオブ空島 ※田中公平、井内啓二、浜口史郎、丸尾稔と共同

2023年
- 神無き世界のカミサマ活動